# Campeonato Mundial de Balonmano Masculino Junior de 2019
El XXII Campeonato Mundial de Balonmano Masculino Junior se celebró en Vigo y Pontevedra, (España) entre el 16 y el 28 de julio de 2019, bajo la organización de la IHF.

## Sedes
Los partidos del torneo fueron disputados en las ciudades de Vigo y Pontevedra.
| Vigo                              | Vigo Pontevedra | Pontevedra                                   |
| Complejo Deportivo de As Travesas | Vigo Pontevedra | Pabellón Municipal de Deportes de Pontevedra |
|                                   | Vigo Pontevedra |                                              |

## Equipos clasificados
| Competición                                                          | Fechas                       | Cupos | Calificados                                                                          |
| -------------------------------------------------------------------- | ---------------------------- | ----- | ------------------------------------------------------------------------------------ |
| Nación sede                                                          |                              | 1     | España                                                                               |
| Campeonato Mundial de Balonmano Masculino Juvenil de 2017            | 08 - 20 de agosto de 2017    | 1     | Francia                                                                              |
| Campeonato Europeo de Balonmano Masculino Sub-20 de 2018             | 19 - 29 de julio de 2018     | 9+1   | Eslovenia Alemania Portugal Croacia Islandia Serbia Noruega Suecia Hungría Dinamarca |
| Campeonato Asiático de Balonmano Masculino Junior de 2018            | 16 - 26 de julio de 2018     | 3     | Corea del Sur Japón Baréin                                                           |
| Campeonato Africano de Balonmano Masculino Junior de 2018            | 7 - 14 de septiembre de 2018 | 3     | Egipto Túnez Nigeria                                                                 |
| Campeonato Centro-Sudamericano de Balonmano Masculino Junior de 2019 | 3 - 7 de abril de 2019       | 3     | Argentina Brasil Chile                                                               |
| Ganadores de la fase continental del Trofeo IHF                      |                              | 2     | Australia Estados Unidos                                                             |
| Trofeo IHF Intercontinental                                          | 10 - 14 de abril de 2019     | 1     | Kosovo                                                                               |

## Sorteo
El sorteo fue realizado el 21 de mayo de 2019 en Pontevedra, España.

### Bolilleros
Los bolilleros fueron anunciados el 18 de abril de 2019.
| Bolillero 1                         | Bolillero 2                    | Bolillero 3                   | Bolillero 4                    | Bolillero 5                          | Bolillero 6                           |
| ----------------------------------- | ------------------------------ | ----------------------------- | ------------------------------ | ------------------------------------ | ------------------------------------- |
| Eslovenia Francia Alemania Portugal | España Egipto Croacia Islandia | Serbia Noruega Suecia Hungría | Argentina Túnez Nigeria Brasil | Corea del Sur Japón Baréin Dinamarca | Chile Australia Estados Unidos Kosovo |

## Formato
Los 24 equipos se dividieron en 4 grupos de 6 equipos. Los 4 mejores de cada grupo, alcanzan la fase de octavos de final en eliminatoria directa hasta la final. Quienes resulten los 8 perdedores en los octavos de final disputarán sólo un partido más por los puestos 9.º, 11.º, 13.º y 15.º (según quedaron posicionados por su actuación en la fase de grupos). Los perdedores de los cuartos de final jugarán una llave de 4 para disputarse los puestos 5.º y 3.º.
Los dos equipos restantes por grupo de la primera fase también siguen jugando una ronda de emplazamiento llamada "Copa Presidente". Los equipos posicionados 5.os en cada grupo juegan una llave de 4 por los puestos 17.º-20.º, y los últimos (6.os) hacen lo mismo disputando los puestos 21.º-24.º.

## Grupos
| Grupo A        | Grupo B       | Grupo C  | Grupo D   |
| -------------- | ------------- | -------- | --------- |
| Eslovenia      | Francia       | Portugal | Alemania  |
| España         | Egipto        | Croacia  | Islandia  |
| Serbia         | Suecia        | Hungría  | Noruega   |
| Túnez          | Nigeria       | Brasil   | Argentina |
| Japón          | Corea del Sur | Baréin   | Dinamarca |
| Estados Unidos | Australia     | Kosovo   | Chile     |

## Árbitros
Fueron seleccionadas 15 parejas de árbitros para el torneo:
| Árbitros             | Árbitros                                  |
| -------------------- | ----------------------------------------- |
| Argentina            | Rubén Darío Burgos Javier Gonzalo Delgado |
| Croacia              | Davor Lončar Zoran Lončar                 |
| Argelia              | Yousef Belkhiri Si Ali Hamidi             |
| Rumania              | Cristina Nastase Simona Raluca Stancu     |
| Baréin               | Hussain Al-Mawt Samer Marhoon             |
| Bosnia y Herzegovina | Amar Konjičanin Dino Konjičanin           |
| España               | Javier Álvarez Mata Yon Bustamente López  |

| Árbitros    | Árbitros                            |
| ----------- | ----------------------------------- |
| Polonia     | Bartosz Leszczynski Marcin Piechota |
| China       | Yufeng Cheng Yunlei Zhou            |
| Francia     | Karim Gasmi Raouf Gasmi             |
| Túnez       | Samir Krichen Samir Makhlouf        |
| Montenegro  | Novica Mitrović Miljan Vesović      |
| Bielorrusia | Siarhei Kulik Dzmitry Nabokau       |
| Rusia       | Victoriia Alpaidze Tatiana Berzkina |
| Turquía     | Erdogan Kursad Ibrahim Özdeniz      |

## Ronda Previa
Los primeros cuatro de cada grupo alcanzaron los octavos de final. Los equipos restantes jugaron entre sí por los puestos 17 a 24.

### Grupo A
| Pos. | Equipo         | Pts. | PJ | G | E | P | GF  | GC  | Dif. | Clasificación    |
| ---- | -------------- | ---- | -- | - | - | - | --- | --- | ---- | ---------------- |
| 1    | Eslovenia      | 15   | 5  | 5 | 0 | 0 | 156 | 112 | +44  | Octavos de final |
| 2    | España (H)     | 12   | 5  | 4 | 0 | 1 | 138 | 103 | +35  | Octavos de final |
| 3    | Túnez          | 9    | 5  | 3 | 0 | 2 | 130 | 129 | +1   | Octavos de final |
| 4    | Serbia         | 6    | 5  | 2 | 0 | 3 | 134 | 126 | +8   | Octavos de final |
| 5    | Japón          | 3    | 5  | 1 | 0 | 4 | 109 | 124 | −15  | Copa Presidente  |
| 6    | Estados Unidos | 0    | 5  | 0 | 0 | 5 | 91  | 164 | −73  | Copa Presidente  |

 Fuente: IHF
Criterios de clasificación: 1) puntos; 2) puntos entre sí; 3) diferencia de gol entre sí; 4) goles a favor entre sí; 5) diferencia de gol.
| Fecha | Hora  | Local          | Resultado | Visitante      |
| ----- | ----- | -------------- | --------- | -------------- |
| 16-07 | 16:30 | Eslovenia      | 32:25     | Túnez          |
| 16-07 | 18:30 | Serbia         | 21:19     | Japón          |
| 16-07 | 21:00 | España         | 34:13     | Estados Unidos |
| 18-07 | 17:00 | Japón          | 22:29     | Eslovenia      |
| 18-07 | 19:00 | Estados Unidos | 19:36     | Serbia         |
| 18-07 | 21:00 | Túnez          | 20:26     | España         |
| 19-07 | 16:30 | Túnez          | 26:25     | Japón          |
| 19-07 | 18:30 | Eslovenia      | 43:16     | Estados Unidos |
| 19-07 | 21:00 | España         | 29:26     | Serbia         |
| 21-07 | 16:30 | Estados Unidos | 23:30     | Túnez          |
| 21-07 | 18:30 | Serbia         | 28:30     | Eslovenia      |
| 21-07 | 21:00 | España         | 28:22     | Japón          |
| 22-07 | 16:30 | Japón          | 21:20     | Estados Unidos |
| 22-07 | 18:30 | Serbia         | 23:29     | Túnez          |
| 22-07 | 21:00 | Eslovenia      | 22:21     | España         |

### Grupo B
| Pos. | Equipo        | Pts. | PJ | G | E | P | GF  | GC  | Dif. | Clasificación    |
| ---- | ------------- | ---- | -- | - | - | - | --- | --- | ---- | ---------------- |
| 1    | Egipto        | 15   | 5  | 5 | 0 | 0 | 198 | 137 | +61  | Octavos de final |
| 2    | Suecia        | 12   | 5  | 4 | 0 | 1 | 168 | 124 | +44  | Octavos de final |
| 3    | Francia       | 9    | 5  | 3 | 0 | 2 | 199 | 126 | +73  | Octavos de final |
| 4    | Corea del Sur | 6    | 5  | 2 | 0 | 3 | 176 | 168 | +8   | Octavos de final |
| 5    | Nigeria       | 3    | 5  | 1 | 0 | 4 | 139 | 199 | −60  | Copa Presidente  |
| 6    | Australia     | 0    | 5  | 0 | 0 | 5 | 85  | 211 | −126 | Copa Presidente  |

 Fuente: IHF
Criterios de clasificación: 1) puntos; 2) puntos entre sí; 3) diferencia de gol entre sí; 4) goles a favor entre sí; 5) diferencia de gol.
| Fecha | Hora  | Local         | Resultado | Visitante     |
| ----- | ----- | ------------- | --------- | ------------- |
| 16-07 | 10:00 | Egipto        | 44:17     | Australia     |
| 16-07 | 12:00 | Francia       | 48:19     | Nigeria       |
| 16-07 | 14:00 | Suecia        | 34:28     | Corea del Sur |
| 17-07 | 17:00 | Nigeria       | 30:47     | Egipto        |
| 17-07 | 19:00 | Australia     | 16:44     | Suecia        |
| 17-07 | 21:00 | Corea del Sur | 32:46     | Francia       |
| 19-07 | 10:00 | Nigeria       | 30:42     | Corea del Sur |
| 19-07 | 12:00 | Egipto        | 32:22     | Suecia        |
| 19-07 | 14:00 | Francia       | 50:11     | Australia     |
| 20-07 | 17:00 | Australia     | 21:35     | Nigeria       |
| 20-07 | 19:00 | Egipto        | 38:36     | Corea del Sur |
| 20-07 | 21:00 | Suecia        | 27:23     | Francia       |
| 22-07 | 10:00 | Corea del Sur | 38:20     | Australia     |
| 22-07 | 12:00 | Suecia        | 41:25     | Nigeria       |
| 22-07 | 14:00 | Francia       | 32:37     | Egipto        |

### Grupo C
| Pos. | Equipo   | Pts. | PJ | G | E | P | GF  | GC  | Dif. | Clasificación    |
| ---- | -------- | ---- | -- | - | - | - | --- | --- | ---- | ---------------- |
| 1    | Croacia  | 15   | 5  | 5 | 0 | 0 | 157 | 131 | +26  | Octavos de final |
| 2    | Brasil   | 12   | 5  | 4 | 0 | 1 | 158 | 137 | +21  | Octavos de final |
| 3    | Portugal | 9    | 5  | 3 | 0 | 2 | 157 | 143 | +14  | Octavos de final |
| 4    | Hungría  | 6    | 5  | 2 | 0 | 3 | 155 | 155 | 0    | Octavos de final |
| 5    | Baréin   | 1    | 5  | 0 | 1 | 4 | 135 | 151 | −16  | Copa Presidente  |
| 6    | Kosovo   | 1    | 5  | 0 | 1 | 4 | 111 | 156 | −45  | Copa Presidente  |

 Fuente: IHF
Criterios de clasificación: 1) puntos; 2) puntos entre sí; 3) diferencia de gol entre sí; 4) goles a favor entre sí; 5) diferencia de gol.
Notas:
1. 1 2  Baréin 29–29 Kosovo

| Fecha | Hora  | Local    | Resultado | Visitante |
| ----- | ----- | -------- | --------- | --------- |
| 16-07 | 10:00 | Croacia  | 23:17     | Kosovo    |
| 16-07 | 12:00 | Portugal | 30:35     | Brasil    |
| 16-07 | 14:00 | Hungría  | 34:30     | Baréin    |
| 18-07 | 16:00 | Baréin   | 27:29     | Portugal  |
| 18-07 | 18:00 | Brasil   | 29:33     | Croacia   |
| 18-07 | 20:00 | Kosovo   | 21:36     | Hungría   |
| 19-07 | 14:00 | Portugal | 32:21     | Kosovo    |
| 19-07 | 16:00 | Croacia  | 37:32     | Hungría   |
| 19-07 | 18:00 | Brasil   | 27:26     | Baréin    |
| 21-07 | 16:00 | Croacia  | 32:23     | Baréin    |
| 21-07 | 18:00 | Kosovo   | 22:36     | Brasil    |
| 21-07 | 20:00 | Hungría  | 28:36     | Portugal  |
| 22-07 | 14:00 | Baréin   | 29:29     | Kosovo    |
| 22-07 | 16:00 | Portugal | 30:32     | Croacia   |
| 22-07 | 18:00 | Hungría  | 25:31     | Brasil    |

### Grupo D
| Pos. | Equipo    | Pts. | PJ | G | E | P | GF  | GC  | Dif. | Clasificación    |
| ---- | --------- | ---- | -- | - | - | - | --- | --- | ---- | ---------------- |
| 1    | Dinamarca | 12   | 5  | 4 | 0 | 1 | 163 | 128 | +35  | Octavos de final |
| 2    | Alemania  | 12   | 5  | 4 | 0 | 1 | 162 | 114 | +48  | Octavos de final |
| 3    | Noruega   | 9    | 5  | 3 | 0 | 2 | 147 | 126 | +21  | Octavos de final |
| 4    | Islandia  | 9    | 5  | 3 | 0 | 2 | 113 | 118 | −5   | Octavos de final |
| 5    | Chile     | 3    | 5  | 1 | 0 | 4 | 115 | 171 | −56  | Copa Presidente  |
| 6    | Argentina | 0    | 5  | 0 | 0 | 5 | 113 | 156 | −43  | Copa Presidente  |

 Fuente: IHF
Criterios de clasificación: 1) puntos; 2) puntos entre sí; 3) diferencia de gol entre sí; 4) goles a favor entre sí; 5) diferencia de gol.
Notas:
1. 1 2  Dinamarca 30–25 Alemania
2. 1 2  Islandia 19–29 Noruega

| Fecha | Hora  | Local     | Resultado | Visitante |
| ----- | ----- | --------- | --------- | --------- |
| 16-07 | 10:00 | Islandia  | 26:19     | Chile     |
| 16-07 | 12:00 | Noruega   | 31:32     | Dinamarca |
| 16-07 | 14:00 | Alemania  | 43:25     | Argentina |
| 17-07 | 16:00 | Argentina | 22:26     | Islandia  |
| 17-07 | 18:30 | Dinamarca | 30:25     | Alemania  |
| 17-07 | 20:00 | Chile     | 25:36     | Noruega   |
| 19-07 | 10:00 | Islandia  | 19:29     | Noruega   |
| 19-07 | 12:00 | Argentina | 23:31     | Dinamarca |
| 19-07 | 14:00 | Alemania  | 39:22     | Chile     |
| 20-07 | 16:00 | Chile     | 25:22     | Argentina |
| 20-07 | 18:00 | Islandia  | 25:22     | Dinamarca |
| 20-07 | 20:00 | Noruega   | 20:29     | Alemania  |
| 22-07 | 10:00 | Noruega   | 31:21     | Argentina |
| 22-07 | 12:00 | Dinamarca | 48:24     | Chile     |
| 22-07 | 14:00 | Alemania  | 26:17     | Islandia  |

## Fase final
|  | Octavos de final | Octavos de final |           |    | Cuartos de final | Cuartos de final |         |         | Semifinales | Semifinales |  |  | Final | Final |
|  |                  |                  |           |    |                  |                  |         |         |             |             |  |  |       |       |
|  | 24 July          |                  |           |    |                  |                  |         |         |             |             |  |  |       |       |
|  |                  |                  |           |    |                  |                  |         |         |             |             |  |  |       |       |
|  | Egipto           | 30               |           |    |                  |                  |         |         |             |             |  |  |       |       |
|  | Egipto           | 30               | 25 July   |    |                  |                  |         |         |             |             |  |  |       |       |
|  | Serbia           | 29               |           |    |                  |                  |         |         |             |             |  |  |       |       |
|  | Serbia           | 29               | Egipto    | 29 |                  |                  |         |         |             |             |  |  |       |       |
|  | 24 July          |                  | Egipto    | 29 |                  |                  |         |         |             |             |  |  |       |       |
|  |                  | Noruega          | 27        |    |                  |                  |         |         |             |             |  |  |       |       |
|  | Noruega          | Noruega          | 27        | 29 |                  |                  |         |         |             |             |  |  |       |       |
|  | Noruega          |                  | 27 July   | 29 |                  |                  |         |         |             |             |  |  |       |       |
|  | Brasil           | 28               |           |    |                  |                  |         |         |             |             |  |  |       |       |
|  | Brasil           | 28               | Egipto    | 33 |                  |                  |         |         |             |             |  |  |       |       |
|  | 24 July          |                  | Egipto    | 33 |                  |                  |         |         |             |             |  |  |       |       |
|  |                  | Francia          | 35        |    |                  |                  |         |         |             |             |  |  |       |       |
|  | Francia          | Francia          | 35        | 24 |                  |                  |         |         |             |             |  |  |       |       |
|  | Francia          | 25 July          |           | 24 |                  |                  |         |         |             |             |  |  |       |       |
|  | España           | 23               |           |    |                  |                  |         |         |             |             |  |  |       |       |
|  | España           | 23               | Francia   | 35 |                  |                  |         |         |             |             |  |  |       |       |
|  | 24 July          |                  | Francia   | 35 |                  |                  |         |         |             |             |  |  |       |       |
|  |                  | Dinamarca        | 32        |    |                  |                  |         |         |             |             |  |  |       |       |
|  | Dinamarca        | Dinamarca        | 32        | 30 |                  |                  |         |         |             |             |  |  |       |       |
|  | Dinamarca        |                  | 28 July   | 30 |                  |                  |         |         |             |             |  |  |       |       |
|  | Hungría          | 29               |           |    |                  |                  |         |         |             |             |  |  |       |       |
|  | Hungría          | 29               | Francia   | 28 |                  |                  |         |         |             |             |  |  |       |       |
|  | 24 July          |                  | Francia   | 28 |                  |                  |         |         |             |             |  |  |       |       |
|  |                  | Croacia          | 23        |    |                  |                  |         |         |             |             |  |  |       |       |
|  | Eslovenia        | Croacia          | 23        | 32 |                  |                  |         |         |             |             |  |  |       |       |
|  | Eslovenia        | 25 July          |           | 32 |                  |                  |         |         |             |             |  |  |       |       |
|  | Corea del Sur    | 28               |           |    |                  |                  |         |         |             |             |  |  |       |       |
|  | Corea del Sur    | 28               | Eslovenia | 25 |                  |                  |         |         |             |             |  |  |       |       |
|  | 24 July          |                  | Eslovenia | 25 |                  |                  |         |         |             |             |  |  |       |       |
|  |                  | Portugal         | 26        |    |                  |                  |         |         |             |             |  |  |       |       |
|  | Portugal (ET)    | Portugal         | 26        | 37 |                  |                  |         |         |             |             |  |  |       |       |
|  | Portugal (ET)    |                  | 27 July   | 37 |                  |                  |         |         |             |             |  |  |       |       |
|  | Alemania         | 36               |           |    |                  |                  |         |         |             |             |  |  |       |       |
|  | Alemania         | 36               | Portugal  | 28 |                  |                  |         |         |             |             |  |  |       |       |
|  | 24 July          |                  | Portugal  | 28 |                  |                  |         |         |             |             |  |  |       |       |
|  |                  | Croacia          | 31        |    | Tercer puerto    | Tercer puerto    |         |         |             |             |  |  |       |       |
|  | Túnez            | Croacia          | 31        | 29 | Tercer puerto    | Tercer puerto    |         |         |             |             |  |  |       |       |
|  | Túnez            | 25 July          | 25 July   | 29 |                  |                  | 28 July | 28 July |             |             |  |  |       |       |
|  | Suecia           | 25 July          | 25 July   | 26 |                  |                  | 28 July | 28 July |             |             |  |  |       |       |
|  | Suecia           | Túnez            | 24        | 26 | Egipto           | 37               |         |         |             |             |  |  |       |       |
|  | 24 July          | Túnez            | 24        |    | Egipto           | 37               |         |         |             |             |  |  |       |       |
|  |                  | Croacia          | 27        |    | Portugal         | 27               |         |         |             |             |  |  |       |       |
|  | Croacia          | Croacia          | 27        | 29 | Portugal         | 27               |         |         |             |             |  |  |       |       |
|  | Croacia          |                  |           | 29 |                  |                  |         |         |             |             |  |  |       |       |
|  | Islandia         | 16               |           |    |                  |                  |         |         |             |             |  |  |       |       |
|  | Islandia         | 16               |           |    |                  |                  |         |         |             |             |  |  |       |       |

Llave de 5.º-8.º
|  | Semifinales de 5to-8vo | Semifinales de 5to-8vo |                |    | Quinto puesto | Quinto puesto |
|  |                        |                        |                |    |               |               |
|  | 27 de julio            |                        |                |    |               |               |
|  |                        |                        |                |    |               |               |
|  | Noruega                | 34                     |                |    |               |               |
|  | Noruega                | 34                     | 28 de julio    |    |               |               |
|  | Dinamarca              | 40                     |                |    |               |               |
|  | Dinamarca              | 40                     | Dinamarca      | 34 |               |               |
|  | 27 de julio            |                        | Dinamarca      | 34 |               |               |
|  |                        | Eslovenia              | 26             |    |               |               |
|  | Eslovenia              | Eslovenia              | 26             | 31 |               |               |
|  | Eslovenia              |                        |                | 31 |               |               |
|  | Túnez                  | 27                     |                |    |               |               |
|  | Túnez                  | 27                     | Séptimo puesto |    |               |               |
|  |                        |                        |                |    |               |               |
|  | 28 de julio            |                        |                |    |               |               |
|  |                        |                        |                |    |               |               |
|  | Noruega                | 36                     |                |    |               |               |
|  | Noruega                | 36                     |                |    |               |               |
|  | Túnez                  | 37                     |                |    |               |               |

### Octavos de final
| Fecha    | Hora  | Local     | Resultado | Visitante     | Reporte       |
| -------- | ----- | --------- | --------- | ------------- | ------------- |
| 24-07-19 | 14:15 | Egipto    | 30:29     | Serbia        | EGY-SRB — PDF |
| 24-07-19 | 14:15 | Dinamarca | 30:29     | Hungría       | DEN-HUN — PDF |
| 24-07-19 | 16:30 | Eslovenia | 32:28     | Corea del Sur | SLO-KOR — PDF |
| 24-07-19 | 16:30 | Noruega   | 29:28     | Brasil        | NOR-BRA — PDF |
| 24-07-19 | 18:45 | Croacia   | 29:19     | Islandia      | CRO-ISL — PDF |
| 24-07-19 | 18:45 | Portugal  | 37:36     | Alemania      | POR-GER — PDF |
| 24-07-19 | 21:00 | Túnez     | 29:26     | Suecia        | TUN-SWE — PDF |
| 24-07-19 | 21:0  | Francia   | 24:23     | España        | FRA-ESP — PDF |

### Cuartos de final
| Fecha    | Hora  | Local    | Resultado | Visitante | Reporte       |
| -------- | ----- | -------- | --------- | --------- | ------------- |
| 25-07-19 | 18:45 | Egipto   | 29:27     | Noruega   | EGY-NOR — PDF |
| 25-07-19 | 18:45 | Francia  | 35:32     | Dinamarca | FRA-DEN — PDF |
| 25-07-19 | 21:00 | Portugal | 26:25     | Eslovenia | POR-SLO — PDF |
| 25-07-19 | 21:00 | Túnez    | 24.27     | Croacia   | TUN-CRO — PDF |

### Semifinales
| Fecha    | Hora  | Local    | Resultado | Visitante | Reporte       |
| -------- | ----- | -------- | --------- | --------- | ------------- |
| 27-07-19 | 18:00 | Egipto   | 33:35     | Francia   | EGY-FRA — PDF |
| 27-07-19 | 18:00 | Portugal | 28:31     | Croacia   | POR-GER — PDF |

### Tercer puesto
| Fecha    | Hora  | Local  | Resultado | Visitante | Reporte       |
| -------- | ----- | ------ | --------- | --------- | ------------- |
| 28-07-19 | 14:00 | Egipto | 37:27     | Portugal  | EGY-POR — PDF |

### Final
| Fecha    | Hora  | Local   | Resultado | Visitante | Reporte       |
| -------- | ----- | ------- | --------- | --------- | ------------- |
| 28-07-19 | 16:30 | Francia | 28:23     | Croacia   | FRA-CRO — PDF |

### Llave de quinto a octavo puesto
| Fecha    | Hora  | Local     | Resultado | Visitante | Reporte       |
| -------- | ----- | --------- | --------- | --------- | ------------- |
| 27-07-19 | 13:00 | Noruega   | 34:40     | Dinamarca | NOR-DEN — PDF |
| 27-07-19 | 15:30 | Eslovenia | 31:27     | Túnez     | SLO-TUN — PDF |

### Quinto puesto
| Fecha    | Hora  | Local     | Resultado | Visitante | Reporte       |
| -------- | ----- | --------- | --------- | --------- | ------------- |
| 28-07-19 | 11:30 | Dinamarca | 34:26     | Eslovenia | DEN-SLO — PDF |

### Séptimo puesto
| Fecha    | Hora | Local   | Resultado | Visitante | Reporte       |
| -------- | ---- | ------- | --------- | --------- | ------------- |
| 28-07-19 | 9:00 | Noruega | 36:37     | Túnez     | NOR-TUN — PDF |

### Partidos de los puestos 9.º-16.º
Los 8 perdedores de los octavos de final serán ordenados por los partidos jugados contra los equipos clasificados 1-4 en la fase de grupos y jugaran un partido para definir su posición final.

#### Posiciones
| Pos. | Equipo        | Pts. | PJ | G | E | P | GF | GC  | Dif. |
| ---- | ------------- | ---- | -- | - | - | - | -- | --- | ---- |
| 1    | Alemania      | 6    | 3  | 2 | 0 | 1 | 80 | 67  | +13  |
| 2    | España        | 6    | 3  | 2 | 0 | 1 | 76 | 68  | +8   |
|      |               |      |    |   |   |   |    |     |      |
| 3    | Brasil        | 6    | 3  | 2 | 0 | 1 | 95 | 88  | +7   |
| 4    | Suecia        | 6    | 3  | 2 | 0 | 1 | 83 | 83  | 0    |
|      |               |      |    |   |   |   |    |     |      |
| 5    | Islandia      | 3    | 3  | 1 | 0 | 2 | 61 | 77  | −16  |
| 6    | Serbia        | 0    | 3  | 0 | 0 | 3 | 77 | 88  | −11  |
|      |               |      |    |   |   |   |    |     |      |
| 7    | Hungría       | 0    | 3  | 0 | 0 | 3 | 85 | 104 | −19  |
| 8    | Corea del Sur | 0    | 3  | 0 | 0 | 3 | 96 | 118 | −22  |

 Fuente: 
Criterios de clasificación: 1) puntos; 2) diferencia de gol; 3) goles a favor.

### Noveno puesto
| Fecha    | Hora  | Local    | Resultado | Visitante | Reporte       |
| -------- | ----- | -------- | --------- | --------- | ------------- |
| 25-07-19 | 16:30 | Alemania | 29:28     | España    | GER-ESP — PDF |

### Decimoprimer puesto
| Fecha    | Hora  | Local  | Resultado | Visitante | Reporte       |
| -------- | ----- | ------ | --------- | --------- | ------------- |
| 25-07-19 | 14:15 | Brasil | 30:36     | Suecia    | BRA-SWE — PDF |

### Decimotercer puesto
| Fecha    | Hora  | Local    | Resultado | Visitante | Reporte       |
| -------- | ----- | -------- | --------- | --------- | ------------- |
| 25-07-19 | 16:30 | Islandia | 22:24     | Serbia    | ISL-SRB — PDF |

### Decimoquinto puesto
| Fecha    | Hora  | Local   | Resultado | Visitante     | Reporte       |
| -------- | ----- | ------- | --------- | ------------- | ------------- |
| 25-07-19 | 14:15 | Hungría | 40:30     | Corea del Sur | HUN-KOR — PDF |

### Copa Presidente
Llave de 17.º-20.º
|  | Semifinales de 17vo–20mo | Semifinales de 17vo–20mo |             |    | 17mo puesto | 17mo puesto |
|  |                          |                          |             |    |             |             |
|  | 24 de julio              |                          |             |    |             |             |
|  |                          |                          |             |    |             |             |
|  | Japón                    | 26                       |             |    |             |             |
|  | Japón                    | 26                       | 25 de julio |    |             |             |
|  | Nigeria                  | 16                       |             |    |             |             |
|  | Nigeria                  | 16                       | Japón       | 22 |             |             |
|  | 24 de julio              |                          | Japón       | 22 |             |             |
|  |                          | Baréin                   | 23          |    |             |             |
|  | Baréin                   | Baréin                   | 23          | 30 |             |             |
|  | Baréin                   |                          |             | 30 |             |             |
|  | Chile                    | 29                       |             |    |             |             |
|  | Chile                    | 29                       | 19no puesto |    |             |             |
|  |                          |                          |             |    |             |             |
|  | 25 de julio              |                          |             |    |             |             |
|  |                          |                          |             |    |             |             |
|  | Nigeria                  | 34                       |             |    |             |             |
|  | Nigeria                  | 34                       |             |    |             |             |
|  | Chile                    | 26                       |             |    |             |             |

| Fecha    | Hora  | Local   | Resultado | Visitante | Reporte       |
| -------- | ----- | ------- | --------- | --------- | ------------- |
| 24-07-19 | 9:45  | Japón   | 23:16     | Nigeria   | JAP-NGR — PDF |
| 24-07-19 | 9:45  | Baréin  | 30:29     | Chile     | BHR-CHI — PDF |
| 25-07-19 | 12:00 | Japón   | 22:23     | Baréin    | JAP-BHR — PDF |
| 25-07-19 | 12:00 | Nigeria | 34:26     | Chile     | BGR-CHI — PDF |

Llave de 21.º-24.º
|  | Semifinales de 21ro–24to | Semifinales de 21ro–24to |                |    | 21er puesto | 21er puesto |
|  |                          |                          |                |    |             |             |
|  | 24 de julio              |                          |                |    |             |             |
|  |                          |                          |                |    |             |             |
|  | Estados Unidos           | 31                       |                |    |             |             |
|  | Estados Unidos           | 31                       | 25 de julio    |    |             |             |
|  | Australia                | 18                       |                |    |             |             |
|  | Australia                | 18                       | Estados Unidos | 20 |             |             |
|  | 24 de julio              |                          | Estados Unidos | 20 |             |             |
|  |                          | Argentina                | 23             |    |             |             |
|  | Kosovo                   | Argentina                | 23             | 29 |             |             |
|  | Kosovo                   |                          |                | 29 |             |             |
|  | Argentina                | 36                       |                |    |             |             |
|  | Argentina                | 36                       | 23rd place     |    |             |             |
|  |                          |                          |                |    |             |             |
|  | 25 de julio              |                          |                |    |             |             |
|  |                          |                          |                |    |             |             |
|  | Australia                | 20                       |                |    |             |             |
|  | Australia                | 20                       |                |    |             |             |
|  | Kosovo                   | 38                       |                |    |             |             |

| Fecha    | Hora  | Local          | Resultado | Visitante | Reporte       |
| -------- | ----- | -------------- | --------- | --------- | ------------- |
| 24-07-19 | 9:45  | Estados Unidos | 31:18     | Australia | USA-AUS — PDF |
| 24-07-19 | 9:45  | Kosovo         | 29:36     | Argentina | KOS-ARG — PDF |
| 25-07-19 | 12:00 | Australia      | 20:38     | Kosovo    | AUS-KOS — PDF |
| 25-07-19 | 12:00 | Estados Unidos | 20:23     | Argentina | USA-ARG — PDF |

## Estadísticas

### Medallero
| Francia            | Francia   | Croacia           | Croacia   | Egipto                 | Egipto    |
| Gauthier Ivah      | AR        | Ivan Ereš         | AR        | Abdelrahman Mohamed    | AR        |
| Valentin Kieffer   | AR        | Ivan Panjan       | AR        | Abdelrahman Taha       | AR        |
| Dylan Nahi         | EI        | Karlo Godec       | EI        | Galal Khorshid         | EI        |
| Antonin Mohamed    | LI        | Tomislav Špruk    | EI        | Abdelaziz Ehab Hassan  | EI        |
| Yoann Gibelin      | LI        | Dominik Novak     | LI        | Shehab Abdalla Ahmed   | LI        |
| Elohim Prandi      | LI        | Zvonimir Srna     | LI        | Hassan Kaddah          | LI        |
| Axel Cochery       | LI        | Josip Šarac       | LI        | Ahmed Mohamed Morsy    | CE        |
| Noah Gaudin        | CE        | Halil Jaganjac    | LI        | Ahmed Hesham           | CE        |
| Kyllian Villeminot | CE        | Filip Vistorop    | CE        | Seif El-Deraa          | CE        |
| Jullien Bos        | LD        | Ivan Martinović   | LD        | Mohsen Ramadan         | LD        |
| Clément Damiani    | LD        | Josip Vekić       | LD        | Hazem Mamdouh          | LD        |
| Édouard Kempf      | ED        | Lovro Malec       | ED        | Mohamed Magdy Elazhary | LD        |
| Benjamin Richert   | ED        | Fran Mileta       | ED        | Omar Khaled Hassan     | ED        |
| Tom Poyet          | PI        | Adrian Miličević  | PI        | Omar Dahroug           | ED        |
| Jonathan Mapu      | PI        | Marko Račić       | PI        | Khaled Walid Ibrahim   | PI        |
| Robin Dourte       | PI        | Daniel Papić      | PI        | Yasser Mohammed        | PI        |
| Yohann Delattre    | DT        | Davor Dominiković | DT        | Tarek El-Sayed         | DT        |
| Plantilla          | Plantilla | Plantilla         | Plantilla | Plantilla              | Plantilla |

AR = Arquero - EI = Extremo Izquierdo, LI = Lateral Izquierdo, CE = Central, LD = Lateral Derecho, ED = Extremo Derecho, PI = Pivote, DT = Director Técnico

### Clasificación general
| P  | Equipo         |
| -- | -------------- |
|    | Francia        |
|    | Croacia        |
|    | Egipto         |
| 4  | Portugal       |
| 5  | Dinamarca      |
| 6  | Eslovenia      |
| 7  | Túnez          |
| 8  | Noruega        |
| 9  | Alemania       |
| 10 | España         |
| 11 | Suecia         |
| 12 | Brasil         |
| 13 | Serbia         |
| 14 | Islandia       |
| 15 | Hungría        |
| 16 | Corea del Sur  |
| 17 | Baréin         |
| 18 | Japón          |
| 19 | Nigeria        |
| 20 | Chile          |
| 21 | Argentina      |
| 22 | Estados Unidos |
| 23 | Kosovo         |
| 24 | Australia      |

### Goleadores
| P | Nombre             | Equipo    | G  | L   | %E | 7m |
| - | ------------------ | --------- | -- | --- | -- | -- |
| 1 | Diogo Silva        | Portugal  | 76 | 111 | 68 | 20 |
| 2 | Gregor Ocvirk      | Eslovenia | 72 | 105 | 69 | 26 |
| 3 | Emil Lærke         | Dinamarca | 54 | 99  | 55 | 9  |
| 3 | Mohamed Darmoul    | Túnez     | 54 | 89  | 61 | 5  |
| 5 | Ivan Martinović    | Croacia   | 53 | 86  | 62 | 1  |
| 6 | Filip Vistorop     | Croacia   | 48 | 82  | 59 | 0  |
| 7 | Noah Gaudin        | Francia   | 47 | 75  | 63 | 17 |
| 8 | Gonzalo Pérez Arce | España    | 43 | 59  | 73 | 17 |
| 9 | Fran Mileta        | Croacia   | 42 | 59  | 73 | 0  |
| 9 | Josip Šarac        | Croacia   | 42 | 60  | 70 | 13 |
| 9 | Mathias Gidsel     | Dinamarca | 42 | 57  | 74 | 1  |

Fuente: IHF

### Arqueros
| P  | Nombre              | Equipo         | %E | A  | L   |
| -- | ------------------- | -------------- | -- | -- | --- |
| 1  | Andrej Trnavac      | Serbia         | 39 | 15 | 38  |
| 2  | Marc Hvidkjær       | Estados Unidos | 39 | 7  | 18  |
| 3  | Daniel Broto        | España         | 38 | 24 | 64  |
| 4  | Till Klimpke        | Alemania       | 36 | 70 | 194 |
| 5  | Christoffer Bonde   | Dinamarca      | 36 | 57 | 158 |
| 6  | Hikaru Nakamura     | Japón          | 36 | 54 | 152 |
| 7  | Gauthier Ivah       | Francia        | 35 | 45 | 128 |
| 8  | Emil Imsgard        | Noruega        | 35 | 49 | 142 |
| 9  | Viktor Hallgrímsson | Islandia       | 34 | 43 | 125 |
| 10 | Ivan Ereš           | Croacia        | 33 | 33 | 229 |

Fuente: IHF

### Asistencias
| P  | Nombre          | Equipo        | A  | PJ | µ    |
| -- | --------------- | ------------- | -- | -- | ---- |
| 1  | Diogo Silva     | Portugal      | 33 | 9  | 3.66 |
| 2  | Gonçalo Vieira  | Portugal      | 28 | 9  | 3.11 |
| 3  | Mathias Gidsel  | Dinamarca     | 27 | 9  | 3.00 |
| 4  | Gustav Davisson | Suecia        | 27 | 7  | 3.86 |
| 5  | Mohamed Darmoul | Túnez         | 27 | 9  | 3.00 |
| 6  | Yoseb Lee       | Corea del Sur | 26 | 6  | 3.71 |
| 7  | Ivan Martinović | Croacia       | 25 | 9  | 2.78 |
| 8  | Emil Lærke      | Dinamarca     | 25 | 9  | 2.78 |
| 9  | Jannek Klein    | Alemania      | 24 | 7  | 3.43 |
| 10 | Mario Kotar     | Eslovenia     | 24 | 8  | 3.00 |

Fuente: IHF

## Premios
El equipo ideal y el Jugador Más Valioso (MVP) fueron anunciados el último día de la competencia (28 de julio de 2019).
| EQUIPO IDEAL      | EQUIPO IDEAL       | EQUIPO IDEAL |
| ----------------- | ------------------ | ------------ |
| Posición          | Jugador            | Equipo       |
| Arquero           | Valentin Kieffer   | Francia      |
| Extremo izquierdo | Dylan Nahi         | Francia      |
| Lateral izquierdo | Emil Lærke         | Dinamarca    |
| Central           | Kyllian Villeminot | Francia      |
| Lateral derecho   | Diogo Silva        | Portugal     |
| Extremo derecho   | Fran Mileta        | Croacia      |
| Pivote            | Luis Frade         | Portugal     |
| MVP               |                    |              |
| Lateral derecho   | Ivan Martinović    | Croacia      |

| Predecesor: Argelia 2017 | Mundial de Balonmano Junior XXII edición España 2019 | Sucesor: Hungría 2021 |